# Dorians
Dorians je arménská rocková hudební skupina založena v roce 2008 Vahagnem Gevorgyanem. V únoru 2009 se skupina účastnila kvalifikační části na Eurovision Song Contest, která jim přinesla popularitu. Jejich fanoušci jim rádi říkají "Arménští Bon Jovi!".
V roce 2013 Dorians reprezentovali Arménii na Eurovision Song Contest 2013 v Malmö.

## Historie
V dubnu 2009 Dorians vyhráli cenu Nejlepší nováček (Best Newcomer award) na každoročních hudebních cenách Tašir v Moskvě. V červnu stejného roku skupina vystoupila na svém prvním velkém koncertě oslavujícím 1. výročí vzniku skupiny v Jerevanu.
Při setkání s legendárními hudebníky Iana Gillana (Deep Purple) a Tonyho Iommiho (Black Sabbath) měla skupina charitativní koncert v rámci projektu Rock Aid Armenia. Z profitu byla hrazena rekonstrukce hudební školy v Gjumri.
V listopadu 2010 skupina vystupovala na čtyřech koncertech v Rusku. Během stejného roku byla skupina vyhlášena za Nejlepší rocková skupina roku na národních hudebních cenách Аrménie.
V roce 2011 Dorians vyhrála cenu Nejlepší rocková skupina roku, Nejlepší video roku a Nejlepší hlas roku na národních hudebních cenách Arménie.
V dubnu 2011 skupina nahrála své debutové album nazvané Fly. V srpnu stejného roku byli Dorians pozvání, aby vystoupili jako otevírací počin Serje Tankiana (System of a Down) na koncertě v Jerevanu.
Dne 13. prosince 2011 skupina vyhrála ceny Rock Number One a Man Number One na VAN Music Awards 2011.
Dne 22. prosince 2011 skupina Dorians prezentovala své debutové album pojmenované Fly.
Dne 10. září 2012 ve Sportovním a koncertním komplexu Karen Demirchyan a 13. září 2012 na Náhorním Karabachu měla skupina koncert se světově známým rockovým hudebníkem, hráčem na klávesy Derekem Sherinianem, spolu se speciálním hostem Glennem Hughesem.
V roce 2013 reprezentovali Arménii na Eurovision Song Contest 2013 s písní „Lonely Planet“. Skladba se ve finále umístila na 18. místě s 41 body.

## Současní členové

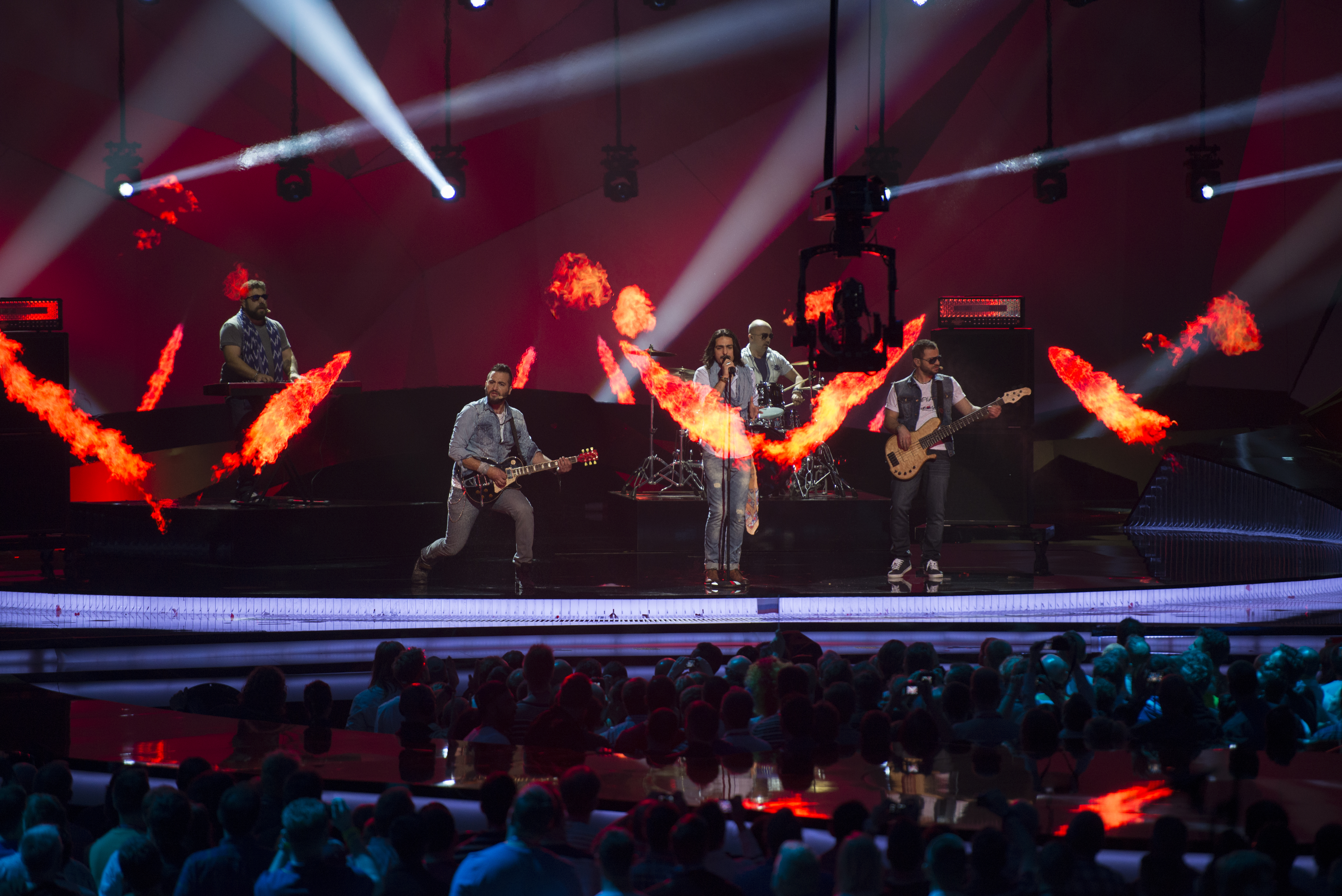
Dorians na Eurovision Song Contest 2013 s písní „Lonely Planet“

Všichni členové jsou ve skupině od roku 2008.
- Gor Sujyan (Գոռ Սուջյան) – zpěv
- Gagik "Gagas" Khodavirdi (Գագիկ Խոդավիրդի) – hlavní kytara
- Arman Pahlevanyan (Արման Փահլևանյան) - klávesy
- Edgar Sahakyan (Էդգար Սահակյան) – basa
- Arman Jalalyan (Արման Ջալալյան) – bubny, perkusy

## Diskografie

### Alba
- 2011: Fly

### Singly
- 2013: „Lonely Planet“